# Moritz von Auffenberg
Moritz Friedrich Joseph Eugen Freiherr Auffenberg von Komarów (nacido Auffenberg; desde 1919 Moritz Auffenberg; 22 de mayo de 1852 - 18 de mayo de 1928) fue un oficial militar austrohúngaro en el Ejército austrohúngaro y Ministro de Guerra. Al estallar la I Guerra Mundial, asumió el mando del Cuarto Ejército.

## Biografía
Auffenberg nació como plebeyo, pero en 1869 su padre fue ennoblecido entre la nobleza austríaca, con el título de Ritter von Auffenberg. Ingresó en el ejército a la edad de 19 años. Como joven oficial, sirvió en el ejército que ocupaba Bosnia en 1878. Después comandó el XV. Cuerpo de Ejército en Sarajevo. En 1910, alcanzó el rango de general. Su espíritu activo le llevó a tomar parte vigorosamente en los asuntos internos políticos de la monarquía, siendo íntimo el conocimiento del húngaro y más especialmente el de la cuestión eslava meridional. Atrajo la atención del heredero al trono, el Archiduque Francisco Fernando, quien a pesar de mucha oposición, aseguró su puesto como Ministro de Guerra del Imperio en 1911, donde sirvió hasta 1912, cuando fue obligado a dimitir después de poco más de un año. En este puesto, intentó modernizar el ejército, ganándose muchos enemigos políticos en el proceso. Entre sus pocos éxitos estuvo un incremento del presupuesto militar. 
Durante la I Guerra Mundial, Auffenberg comandó el Cuarto Ejército que ganó en la Batalla de Komarów pero que fue derrotado por los rusos durante la Batalla de Rawa (la "batalla de los seis días"). Fue culpado por la derrota, depuesto del mando y remplazado por el Archiduque José Fernando. Auffenberg nunca volvió a asumir un mando. 
El 22 de abril de 1915 el emperador Francisco José I le concedió el título de Freiherr (Barón) con la designación de "von Komarow," en reconocimiento por su victoria en la batalla. En abril de 1916, fue arrestado, bajo sospecha de que como Ministro de Guerra entregó a una persona no autorizada una copia de las instrucciones militares con vistas a especular en bolsa, pero el tribunal lo absolvió.

## Obras
Auffenberg escribió dos libros sobre guerra:
- Aus Österreich-Ungarns Teilnahme am Weltkrieg (Sobre la participación austrohúngara en la Guerra Mundial ), Berlín, Ullstein, 1920.
- Aus Österreich-Ungarns Höhe und Niedergang - Eine Lebensschilderung (Sobre el ascenso y caída de Austria-Hungría - una descripción vital), Múnich, 1921.